# 데이비 존스 (음악가)
데이비 존스(David Thomas "Davy" Jones, 1945년 12월 30일 ~ 2012년 2월 29일)는 영국의 가수이자 배우이다. 몽키스의 멤버로 활동한 것으로 유명하다.

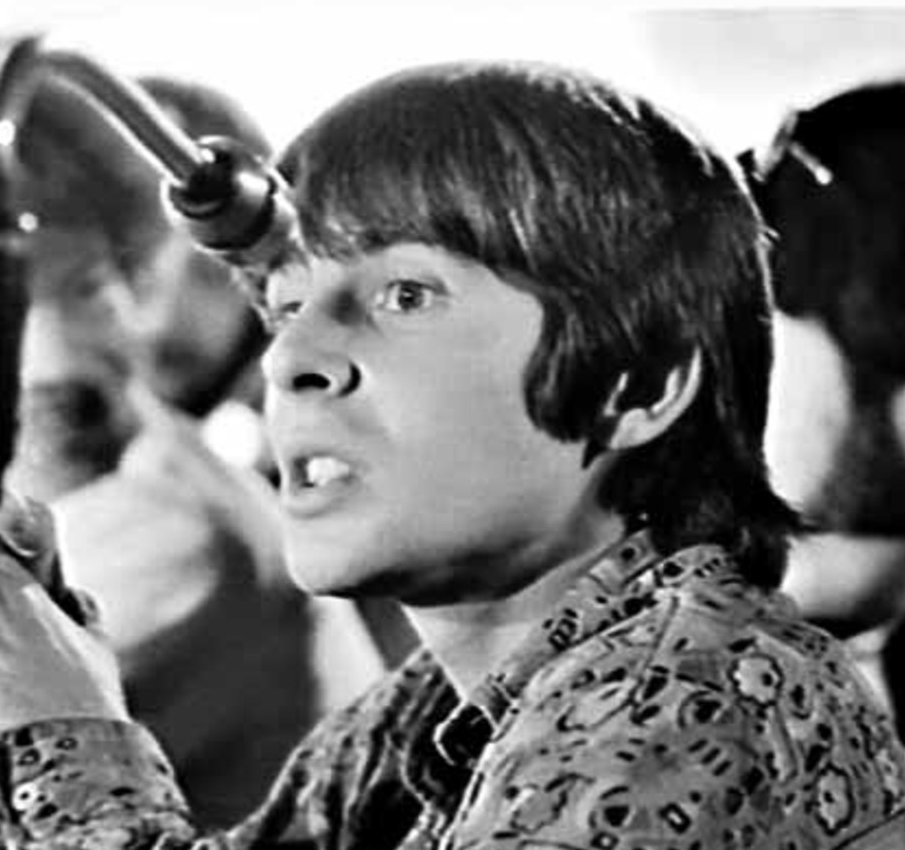
데이비 존스(1968년)

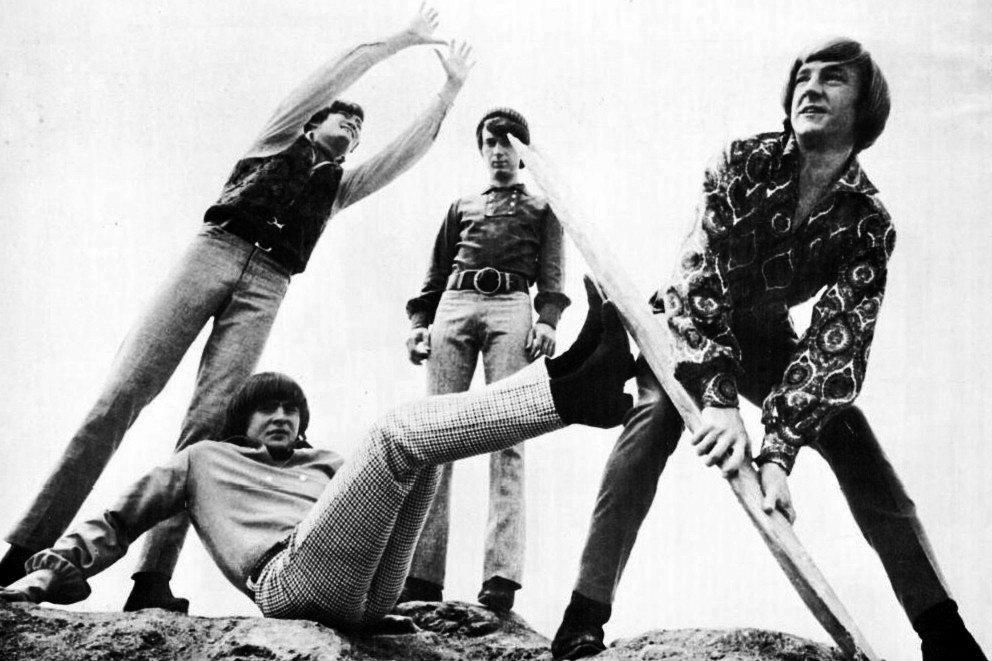
몽키스의 초기 사진

영국 맨체스터 태생인 존스는 긴 머리와 앳된 외모, 영국식 발음 등으로 사랑받았다. 1945년생인 존스는 뮤지컬 《올리버》에서 다저 역을 맡는 등 어렸을 때부터 영국에서 TV와 연극 무대에서 두각을 나타냈다. 16세 때 브로드웨이 무대에 오른 올리버에서 열연하며 토니상에 후보에 올랐다. 여기서 그는 콜롬비아 영화사와 스크린 젬스 TV의 도움으로 몽키스에 합류했다. 존스 이외에 마이크 네스미스, 피터 토크, 미키 돌렌즈 등 4명으로 구성된 몽키스는 1966년 CBS 방송에 가수로서 첫 대중에 얼굴을 알렸다.
몽키스는 ‘데이드림 빌리버’, ‘아임어 빌리버’ 등으 곡으로 대중의 사랑을 받았다. 미국 팝계가 영국 출신의 비틀스에 대항하기 위해 정책적으로 등장시킨 몽키스는 비틀스의 명성과는 전혀 거리가 멀었고 그들이 출연한 TV 쇼도 2년 만에 중단됐다. 또한 음반 녹음 때 외부 연주자를 고용했다는 사실이 알려져 음악 비평가들로부터 비난을 받기도 했다. 팀 해체 후 네스미스를 제외한 3명은 간간이 재결합했고 《Pool It》 (1987), 《Justus》 (1996) 등의 앨범을 낸 데 이어 TV영화 '헤이 헤이 잇츠어 몽키스'에 출연했다.
해체 이후 존스는 나이가 든 뒤에도 TV와 연극 무대에서 활약했다. 존스는 웹사이트에 올린 글에서 몽키스 데뷔 당시 멤버들이 “믿기 어려울 정도로 멋졌다”고 회상했다.

## 죽음
2012년 2월 29일 아침 존스는 말을 타다가 느낌이 좋지 않아서 차를 탔다. 흉통으로 불편을 느끼다가 호흡 곤란이 찾아왔다. 그는 미국 플로리다 주의 마르틴 메모리얼 사우스(Martin Memorial South) 병원을 급하게 찾았다. 2012년 2월 29일 동맥경화증으로 인한 심근 경색으로 말미암아 68세의 나이로 미국 플로리다 주에서 사망했다.

## 참조
1. 1 2 3  2012-03-01, 전재욱. “록밴드 몽키스의 데이비 존스, 심장마비로 숨져”. 《아주경제》.
2. 1 2 3  “美 록밴드 몽키스의 데이비 존스 별세”. 《연합뉴스》.
3. ↑  “Davy Jones’ Death Caused By Severe Heart Attack”. 《idolator.com》. 2012년 3월 2일. 2012년 1월 22일에 원본 문서에서 보존된 문서. 2012년 3월 2일에 확인함.
4. ↑  “Davy Jones, lead singer of the Monkees, dies in Indiantown, according to medical examiner's office”. 《WPTV》. 2012년 2월 29일. 2012년 3월 2일에 원본 문서에서 보존된 문서. 2012년 2월 29일에 확인함.
5. ↑  “Monkees Singer Davy Jones Dies at 66”. BackstageOL.com. 2012년 2월 29일. 2012년 2월 29일에 확인함.
6. ↑  “Davy Jones of The Monkees dies aged 66”. 《BBC News》. 2012년 3월 1일. 2012년 3월 1일에 확인함.